# Tylomys fulviventer
Tylomys fulviventer is een zoogdier uit de familie van de Cricetidae. De wetenschappelijke naam van de soort werd voor het eerst geldig gepubliceerd door Anthony in 1916.

## Voorkomen
De soort komt voor in Panama.